# Achyranthes annua
Achyranthes annua är en amarantväxtart som beskrevs av Moritz Kurt Dinter. Achyranthes annua ingår i släktet Achyranthes och familjen amarantväxter. Inga underarter finns listade i Catalogue of Life.